# Syzygium jaffrei
Syzygium jaffrei är en myrtenväxtart som beskrevs av J.W.Dawson. Syzygium jaffrei ingår i släktet Syzygium och familjen myrtenväxter. Inga underarter finns listade i Catalogue of Life.